# Barasa nigrosigillata
Barasa nigrosigillata är en fjärilsart som beskrevs av Walter Karl Johann Roepke 1938. Barasa nigrosigillata ingår i släktet Barasa och familjen trågspinnare. Inga underarter finns listade i Catalogue of Life.